# Davrān
Davrān (persiska: دووَران, دوران, Dūvarān) är en ort i Iran.   Den ligger i provinsen Zanjan, i den nordvästra delen av landet, 290 km väster om huvudstaden Teheran. Davrān ligger 1 994 meter över havet och antalet invånare är 258.
Terrängen runt Davrān är kuperad, och sluttar norrut. Runt Davrān är det ganska glesbefolkat, med 47 invånare per kvadratkilometer. Närmaste större samhälle är Zanjan, 13,7 km nordost om Davrān. Trakten runt Davrān består i huvudsak av gräsmarker.